# Gonomyia spinistyla
Gonomyia spinistyla är en tvåvingeart som beskrevs av Alexander 1926. Gonomyia spinistyla ingår i släktet Gonomyia och familjen småharkrankar. Inga underarter finns listade i Catalogue of Life.